# Constant Djakpa
Tohouri Zahoui Constant Djakpa (Abidjan, 17 oktober 1986) is een Ivoriaans voormalig voetballer die doorgaans speelde als linksback. Tussen 2005 en 2021 was hij actief voor SC d'Adjamé, Sogndal Fotball, Pandurii Târgu Jiu, Bayer Leverkusen, Hannover 96, Eintracht Frankfurt, 1. FC Nürnberg, Hessen Dreieich, AS Poissy en AS Chatou. Djakpa maakte in 2007 zijn debuut in het Ivoriaans voetbalelftal en kwam uiteindelijk tot acht interlandoptredens.

## Clubcarrière
Djakpa speelde in zijn vaderland voor de nationale club Stella Club d'Adjamé, voordat hij in 2006 de overstap maakte naar Europa. Het Noorse Sogndal Fotball besloot om de linker verdediger over te nemen vanuit Afrika. Zijn omzwervingen gingen verder toen in 2007 Pandurii Târgu Jiu uit Roemenië besloot de verdediger aan te kopen voor hun eerste elftal. Bij de Roemenen was hij dermate overtuigend dat hij Bayer Leverkusen overtuigde om hem aan te trekken.
Na een seizoen waarin Djakpa slechts in negen duels in actie was gekomen, besloten beide partijen tijdelijk uit elkaar te gaan. Hannover 96 was de club die hem voor twee seizoenen op huurbasis overnam. In Hannover speelde de verdediger wel meer, maar in 2011 viel de keuze toch op Eintracht Frankfurt, waarmee Djakpa in 2012 promoveerde naar de Bundesliga. In mei 2014 verlengde de Ivoriaan zijn contract tot medio 2016. Na afloop van deze verbintenis verliet hij Eintracht. In de winterstop van het seizoen 2016/17 ging hij aan de slag bij 1. FC Nürnberg.
Zijn verbintenis verliep na een halfjaar en hierop gingen club en speler uit elkaar. In september 2018 vond Djakpa in Hessen Dreieich een nieuwe club. Na het seizoen 2018/19 kwam Djakpa zonder club te zitten. In februari 2021 nam AS Poissy hem onder contract. Vijf maanden later verkaste de Ivoriaan voor een half seizoen naar AS Chatou, waarna hij besloot om op vijfendertigjarige leeftijd een punt achter zijn actieve loopbaan te zetten.

## Clubstatistieken
| Seizoen | Club                | Competitie    | Competitie | Competitie | Beker | Beker | Internationaal | Internationaal | Totaal | Totaal |
| Seizoen | Club                | Competitie    | Wed.       | Dlp.       | Wed.  | Dlp.  | Wed.           | Dlp.           | Wed.   | Dlp.   |
| ------- | ------------------- | ------------- | ---------- | ---------- | ----- | ----- | -------------- | -------------- | ------ | ------ |
| 2007/08 | Pandurii Târgu Jiu  | Liga 1        | 28         | 2          | 0     | 0     | —              | —              | 28     | 2      |
| 2008/09 | Bayer Leverkusen    | Bundesliga    | 9          | 0          | 1     | 0     | —              | —              | 10     | 0      |
| 2009/10 | → Hannover 96       | Bundesliga    | 24         | 0          | 0     | 0     | —              | —              | 24     | 0      |
| 2010/11 | → Hannover 96       | Bundesliga    | 14         | 0          | 0     | 0     | —              | —              | 14     | 0      |
| 2011/12 | Eintracht Frankfurt | 2. Bundesliga | 26         | 1          | 2     | 0     | —              | —              | 28     | 1      |
| 2012/13 | Eintracht Frankfurt | Bundesliga    | 7          | 0          | 0     | 0     | —              | —              | 7      | 0      |
| 2013/14 | Eintracht Frankfurt | Bundesliga    | 22         | 0          | 2     | 0     | 4              | 2              | 28     | 2      |
| 2014/15 | Eintracht Frankfurt | Bundesliga    | 6          | 0          | 1     | 0     | —              | —              | 7      | 0      |
| 2015/16 | Eintracht Frankfurt | Bundesliga    | 12         | 0          | 1     | 0     | —              | —              | 13     | 0      |
| 2016/17 | 1. FC Nürnberg      | 2. Bundesliga | 11         | 0          | 0     | 0     | —              | —              | 11     | 0      |
| 2017/18 | —                   | —             | —          | —          | —     | —     | —              | —              | —      | —      |
| 2018/19 | Hessen Dreieich     | Regionalliga  | 24         | 1          | 0     | 0     | —              | —              | 24     | 1      |
| Totaal  | Totaal              | Totaal        | 183        | 4          | 7     | 0     | 4              | 2              | 194    | 6      |